# 典座
典座（てんぞ）は禅宗寺院の役職の一つ。禅宗寺院で修行僧の食事、仏や祖師への供膳を司る。六知事（ろくちじ）の第五位。典座の模範とされる中国の禅僧雪峰義存（自ら典座の役を志願し、いつも飯杓子を持って歩いていた）から名前を取って雪峯寮（せっぽうりょう）ともいう。 

## 概要
炊事係は一般に「飯炊き」「権助」などと呼ばれ、新米の役回りとされたり、低く見られがちな職務である。しかし調理や食事も重要な修行とする禅宗では重要な役職とされ、日本曹洞宗の開祖道元は著作「典座教訓」の冒頭で、典座には古来より修行経験が深く信任のある僧が任命されてきたことを述べる。道元が典座教訓で記述した、求法のため宋で修行した際に二人の老典座との出会いから禅修行の本質に覚醒した故事に鑑み、日本の現在の禅宗寺院においても、重要視される職務である。 

## 故事

### 道元
道元が『典座教訓』に記した体験は、以下のようなものである。 
「宋の天童寺に留学中だった私(道元)はある夏の日、中庭で寺の老典座が海草を干しているのを見た。老人は眉は白く腰は曲がっていたが、炎天下に竹の杖をつき、汗だくになり、苦しそうに働いていた。私は気の毒に思って近づき、年齢を聞くと老人は『68歳だ』と答えた。 
『なぜ、下働きの者にやらせないのですか』　老人は答えた。『他の者とやらは、私自身ではない』 
『ごもっともですが、なぜ今のような炎天の日中にされるのです』　老人は答えた。『今のほか、いつを待てと言うのか』 
私はその場を離れた。そして廊下を歩きながら、典座職の重要さを考えたのであった」
「また私が上陸許可を待って港の船の中にいた時、一人の老僧が食材の買入れに、港にやってきた。船室に招いて茶を勧め、話を聞くと『私は、阿育王寺の典座である。故郷の蜀を出て四十年、歳も六十を越えたが、これからまた三十五里(20キロ)ほど歩いて、食事の用意に寺まで帰らねばならぬ』 
『飯の用意など、ご同役の誰かがやるでしょう。何か差し上げますので、ゆっくりしていかれては』 
『それは駄目だ。外泊許可を貰っていないし、典座は老人にもできる修行、他人には譲れぬ』　 
私は聞いた。『あなたほどのお年なのに、なぜ忙しく働いてばかりいて、坐禅したり先人の教えを学ばないのですか。それでいったい何のいいことがありましょう』 
老僧は笑って言った。『外国から来たあなたは、どうやら何もわかっていないようだ』私はこれを聞き、大いに驚き、また恥じた。そして老人は「もう日も暮れた。行かねばならぬ」と立ち上がり、寺へと帰っていった。私が多少とも修行のことを知るようになったのは、実にこの老典座の恩によるのである」
道元は日本に帰国してより建仁寺に留まったが、建仁寺の典座が食事の用意を軽く考え、職務を適当に行っていることを見、宋との落差を非常に遺憾とした。そして『典座教訓』を執筆し、典座職の重要性と、その職務要領を詳細に書き残したのである。　

### 雪峰義存
- 中国の僧侶雪峰義存が若い頃、一人の雲水(修行僧)が徳山宣鑑のもとに参じようと渓流沿いに上っていると、上流から野菜の切れ端が流れてきたのを見て「一筋の野菜を粗末にするとはろくな道場ではあるまい」と思い山を下りかけた[5]。そこに一人の僧(雪峰義存)がその野菜の切れ端を追って下ってきたのを見てこの雲水は考え直し、徳山宣鑑に入門したという[6]。この故事が「渓間に流菜を拾う」の禅語の由来となった[1]。

- 雪峰義存が徳山宣鑑のもとで典座職にあった時、毎晩人が寝静まる頃に火に鍋をかけてぐつぐつ煮ていると噂がたち、典座が一人でうまいもの食べているのではないかと僧堂内で問題になった[6]。そこで徳山がある夜一人で雪峰のもとを訪れると、噂の通り鍋が火にかけられていた[6]。徳山はいきなり鍋のふたを開け中のものを食べてみると、とても食べられたものではない[6]。雪峯は「皆が野菜の切端を粗末にするので流しに袋を受けて煮て食べております」と事情を答えたのに徳山は感心して僧堂の衆(大衆)に発表し、以後ますます大衆は雪峯に心服したという[6]。